# منظف مداخن

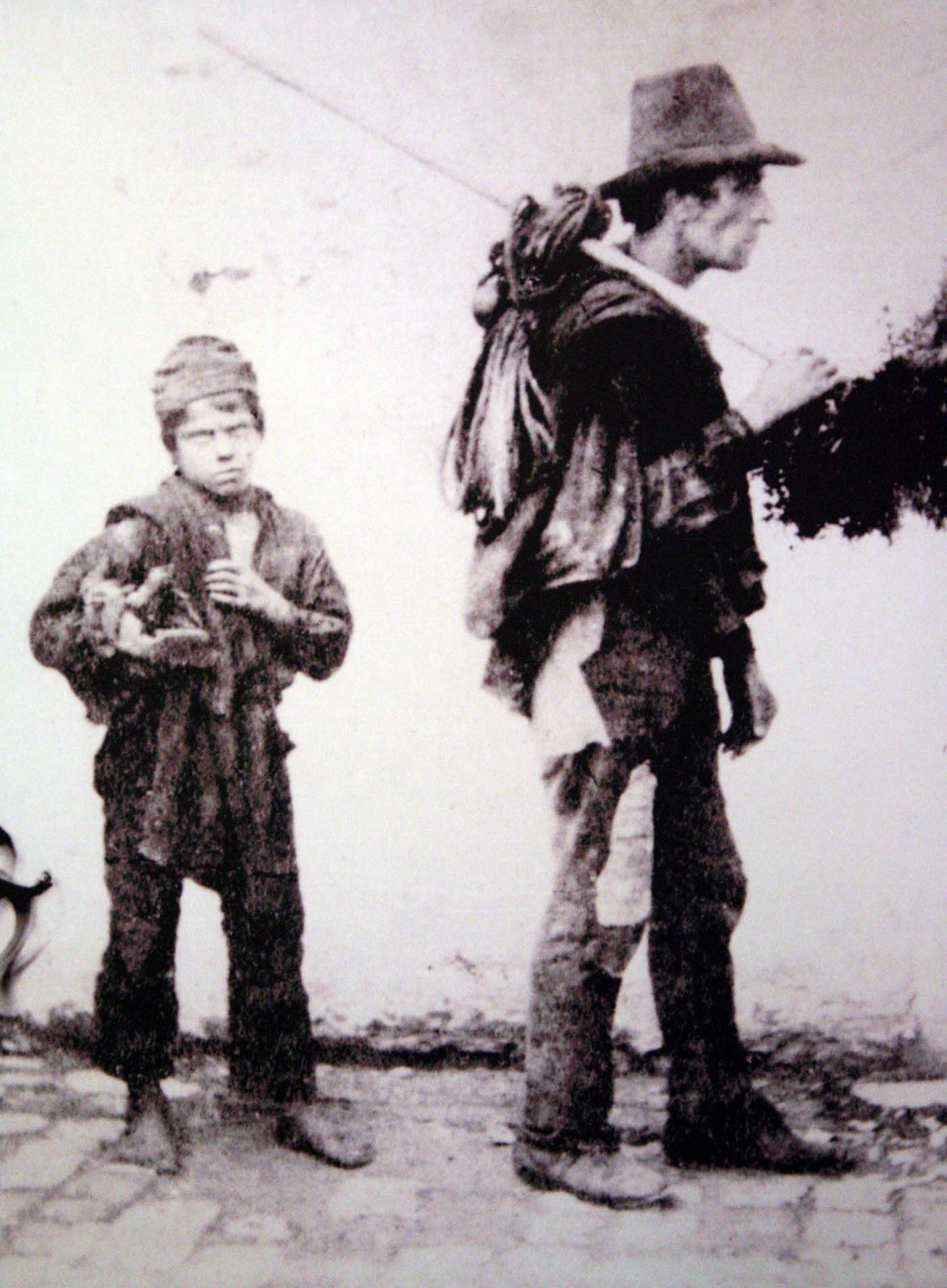
منظف مداخن مع تلميذه في أواخر القرن التاسع عشر في إيطاليا.

منظف مداخن هو العامل الذي يزيل الرماد والسخام من المداخن .

## تنظيف المداخن في بعض الدول
قديما في المملكة المتحدة كان السادة ذوي الطبقة النبيلة يقومون بشراء الصبيان الفقراء من آبائهم وتدريبهم على تسلق المدخنة وتنظيفها وفي الولايات الألمانية ينتمي الاحتلالات رئيسية للنقابات تجارة ولم تستخدم تسلق الأولاد في إيطاليا وبلجيكا، وفرنسا، وتسلق الأولاد استخدمت.

## روابط خارجية
- BBC Schools Radio: Audio dramatisation of climbing boys testament.

الجمعيات التجارية الحديثة
الولايات المتحدة:
- شهادة مهنة تنظيف المدخنة
- معهد مدخنة السلامة الأمريكية
- النقابة الوطنية لتنظيف المداخن